# 제1대 에식스 백작 토머스 크롬웰

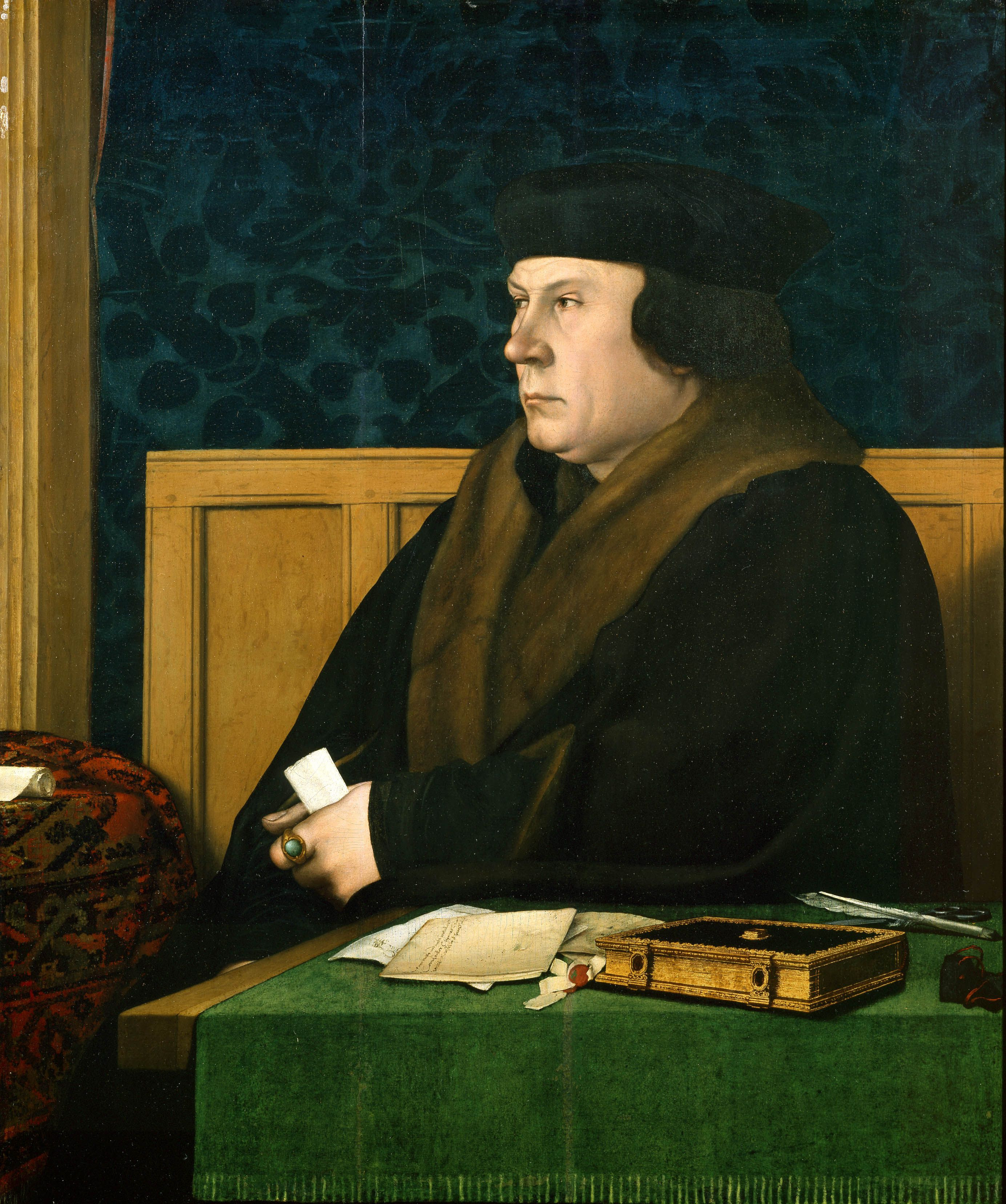
토머스 크롬웰의 초상화

토머스 크롬웰 백작(Thomas Cromwell, 1st Earl of Essex, 1485년?~1540년 7월 28일)은 1532년부터 1540년까지 국왕 헨리 8세의 수석장관을 지낸 잉글랜드 왕국의 정치가이다. 후에 호국경을 지낸 올리버 크롬웰은 그의 누나 캐서린 크롬웰의 외증손자였다.

## 젊은 시절
월터 크롬웰(1463 ~ 1510)의 아들로 1485년 푸트니 출생이며 그의 아버지에 관해서는 대장장이, 선술집 관리인 등 여러 설이 있다.
크롬웰의 젊은 시절에 대한 자세한 설명에 대해서는 자세히 알려지지 않았다. 1512년 그는 네덜란드 미델뷔르흐에서 피렌체에서 명망 높은 장사꾼 집안인 프레스코발디 가에 고용되었다.
바티칸 시국에 보관되어 있던 공식 서류에 따르면 그는 레저널드 베인브리지 추기경의 대리인으로서 잉글랜드 교회의 직무를 다루었다고 한다. 크롬웰은 라틴어, 이탈리아어, 프랑스어에 능통했다.
베인브리지 추기경이 죽은 1514년, 크롬웰은 그해 8월에 잉글랜드로 돌아와 토머스 울지 추기경에게 궁중에 고용되었다. 그곳에서 그는 평신도임에도 중요한 교회의 중요한 사무를 도맡았다.
1519년 그는 클로디어의 딸 엘리자베스 위키스(1489 ~ 1527)와 혼인하였다; 두 사람 사이에는 아들 그레고리 크롬웰이 있었다. 법학 공부를 끝마치고 난 후에 그는 1523년 잉글랜드 의회의 일원이 되었다.
1529년 헨리 8세는 아라곤의 캐서린과의 혼인 무효를 성사시키려고 의회를 소집하였다. 1520년 후반 또는 1531년 초반에 크롬웰은 의회에서 왕의 참사관으로 임명되었다.
그리고 1531년이 끝나갈 즈음에 그는 헨리 8세의 신임을 얻게 되었다. 왕의 신뢰를 받은 크롬웰은 1531년 헨리 8세의 수석장관이 되었다.

## 왕의 수석장관
크롬웰은 영국 종교개혁에서 중요한 역할을 하였다. 1529년 ~ 1531년 의회 회기에서 그는 헨리 8세가 원하던 혼인 무효 선언을 하였다.
1532년 회기에서는 왕의 사자 -크롬웰이 첫 번째 수석장관이 되었음- 로서 정책 방향을 바꾸었다; 교황청 수입원의 원천을 차단하였으며 교회 법률 제정을 왕에게 양도하였다. 다음해 회기에서는 영국 종교개혁의 헌법을 제정하였다; 1533년 호소금지법을 통해 로마로의 호소를 금지하였다.
크롬웰은 잉글랜드 헨리 8세에게 왕 자신을 잉글랜드 교회의 우두머리가 될 것을 권하여 1534년 의회에 수장령을 통과시켰다. 1535년 헨리 8세는 크롬웰을 자신의 마지막 “영적 대리인”으로 임명하였다.
잉글랜드 교회의 두 관구(캔터베리와 요크) 위에 하나로 통합한 기관을 제공하여 교회 사건의 최고 판사로서의 힘을 그에게 주었다.
헨리 8세의 주교 대리 법무관으로서 그는 수도원 시찰과 함께 1535년에 수도원의 해산을 발표하여 1536년 겨울에 착수하였다. 1540년 4월 18일 그는 에식스 백작(Earl of Essex)의 작위를 받았다. 그는 또한 잉글랜드와 웨일스를 통일한 1535년 ~ 1542년 웨일스 법을 기획하기도 했다.

## 몰락
크롬웰은 앤 불린을 처리하고 제인 시무어로 그녀를 대신한 헨리 8세를 지지하였다. 수석장관으로 재임하는 동안 크롬웰은 자신에 대한 강력한 적대자를 많이 만들어냈다; 주로 당연히 해야 할 수도원들의 해체에서 나온 노획물을 나누는 것에 그는 지나칠 정도로 관용을 보였다. 그의 몰락은 제인이 일찍 죽은 이후 왕의 재혼을 서둘러 추진하기 시작한 때부터 시작되었다.
크롬웰이 헨리 8세를 설득하여 정치적 동맹을 위한 목적으로 클리브즈의 앤과 혼인시킨 것은 큰 실패였다. 기회를 포착한 크롬웰의 적수들, 그중에서도 노포크 공작 토머스 하워드는 크롬웰에게 책임을 물어 즉각 구속해야 한다고 주장하였다.
1540년 6월 10일 추밀원 회의의 결정에 따라 크롬웰은 체포되어 런던 탑에 수용되었다. 크롬웰은 사권 박탈법에 따라 직위를 박탈당했으며 헨리 8세가 앤과 이혼할 때까지 목숨을 유지하였다.
그는 1540년 7월 28일 탑에서 비밀리에 처형되었는데 헨리 8세의 명령에 따라 그의 사형 집행인은 아직 미숙한 젊은 풋내기로 결정되었다고 한다.
그의 참수는 도끼로 무려 세 번의 내리침으로 고통스럽게 끝이 났다. 잘려진 그의 머리는 삶겨진 후 런던 브리지 위 대못에 내걸렸다.

## 기타
그의 누나 캐서린 크롬웰(1482 - ?)은 모건 압 윌리엄과 결혼했고 그들의 아들은 웨일스의 리처드 윌리엄스 압 예반이었다. 그의 아들 헨리 윌리암스 알리아스는 할머니쪽의 성을 따서 크롬웰이라는 성을 썼고, 헨리 윌리엄스 크롬웰의 차남 로버트 크롬웰이 올리버 크롬웰의 아버지가 된다.